# (14659) Gregoriana
(14659) Gregoriana (1999 AF24) – planetoida z pasa głównego asteroid okrążająca Słońce w ciągu 4,3 lat w średniej odległości 2,64 j.a. Odkryta 15 stycznia 1999 roku.